# Leptogenys tricosa
Leptogenys tricosa é uma espécie de formiga do gênero Leptogenys, pertencente à subfamília Ponerinae.